# Oncideres rhodosticta
Oncideres rhodosticta es una especie de escarabajo longicornio de la subfamilia Lamiinae. Fue descrita científicamente por Bates en 1885.
Se distribuye por México y los Estados Unidos. Posee una longitud corporal de 10-19 milímetros. El período de vuelo de esta especie ocurre en los meses de julio, agosto, septiembre, octubre y noviembre.
Oncideres rhodosticta se alimenta de plantas y arbustos de la familia Casuarinaceae y de las subfamilias Caesalpinioideae, Chenopodioideae y Mimosoideae.